# Главогръд
Главогръд (още просома или цефалоторакс) е анатомичен термин, с който се обозначава предната основна част от тялото на паякообразните и висшите ракообразни. Остатъкът от тялото е коремчето (опистосома, абдомен), от което могат да излизат крайниците и опашката, ако има такава.